# Šuňava
Šuňava (em alemão: Schönau; húngaro: Szépfalu) é um município da Eslováquia, situado no distrito de Poprad, na região de Prešov. Tem 26,38 km² de área e sua população em 2018 foi estimada em 1.989 habitantes.

## Demografia
| Ano:        | 1994 | 2004   | 2014   | 2024   |
| ----------- | ---- | ------ | ------ | ------ |
| Broj ljudi: | 1818 | 1914   | 1987   | 1957   |
| Razlika:    |      | +5,28% | +3,81% | -1,50% |

| Ano:               | 2023 | 2024   |
| ------------------ | ---- | ------ |
| Número de pessoas: | 1961 | 1957   |
| Diferença:         |      | -0,20% |